# Treinongeval bij Houten
Het treinongeval bij Houten had plaats op 7 juni 1917. Bij het spoorwegongeval ontspoorden tussen Houten en Schalkwijk elf rijtuigen, daarbij raakten elf mensen gewond. De toenmalige koningin Wilhelmina was een van de passagiers, ze bleef ongedeerd. De ravage was enorm, getuige foto- en filmbeelden die van de plek van het ongeluk gemaakt zijn, en het was een geluk dat er niet meer slachtoffers vielen.

## De ontsporing
De ontsporing vond plaats om 4.11 uur Amsterdamse Tijd, dat is omgerekend naar de huidige Midden-Europese Tijd 16.51 uur. Uit het verslag van de Raad van Toezicht op de Spoorwegdiensten blijkt dat vermoedelijk een slag in het spoor de oorzaak was. De temperatuur was op de bewuste middag opgelopen tot boven de dertig graden. De plaats van het ongeval was ter hoogte van de Poeldijk, bij wachtershuisje 9.
Door de ontsporing was de trein gebroken. De eerste vier rijtuigen waren ongeschonden. Daarna volgden vier ontspoorde rijtuigen. Rijtuig 9 en 10 stonden 75 meter verderop en waren eveneens ontspoord. Rijtuig 11, 12 en 13 waren gekanteld, waarbij rijtuig 12 naast de rails lag. Het 14e en 15e rijtuig waren de koninklijke rijtuigen. Deze waren ontspoord. Rijtuig 16 was ongeschonden.

## De hulpverlening
Direct na de ontsporing bemoeide Wilhelmina zich met de verzorging van de gewonden. Er waren twee artsen in de trein en ook de huisarts van Schalkwijk was snel ter plaatse. Na 30 minuten vertrok het eerste deel van de passagiers, inclusief de koningin richting station Utrecht. Ze reisden verder met de eerste twee rijtuigen die ongeschonden waren. Op verzoek van de koningin waren dit de passagiers die de bestemming Den Haag hadden. De rest met de bestemming Amsterdam werd met een goederentrein op het andere spoor vervoerd naar station Houten. Daar werd de locomotief gerangeerd voor een reis naar station Utrecht.
De stationschef van Utrecht had snel door dat er iets mis was met de trein. Hij liet een hulptrein klaarzetten. Nadat vanaf  station Houten een telegram om hulp was verzonden, vertrok de hulptrein uit Utrecht. De passagiers die onderweg waren naar Utrecht waren onder de indruk van de snelheid waarmee de Staatsspoorwegen reageerden.
Achter de trein reed een losse locomotief. De machinist daarvan begon vrij snel met het bergen van de laatste rijtuigen en bracht deze naar Station Schalkwijk.

## Herstel
Aan het begin van de avond bezocht minister Lely de plek van het ongeluk. Militairen werden ingezet ter bewaking van de rampplek. Rond middernacht was de spoorverbinding naar Den Bosch hersteld. De spoorverbinding naar Utrecht was op 11 juni 1917 weer bruikbaar.

## Trivia
- Direct naast de plek van het ongeval ligt thans het Amsterdam-Rijnkanaal. Bij de bouw van de brug over het kanaal werd het spoor iets naar het westen verlegd.